# Hadena cretacea
Hadena cretacea är en fjärilsart som beskrevs av Eduard Friedrich Eversmann 1847. Hadena cretacea ingår i släktet Hadena och familjen nattflyn. Inga underarter finns listade i Catalogue of Life.